# Courting Across the Court
Courting Across the Court er en amerikansk stumfilm fra 1911.